# Vilhelmina
64°37′33.373″N 16°39′28.872″Ø / 64.62593694°N 16.65802000°Ø
Vilhelmina er den eneste større by i Västerbottens län i Lappland i Sverige. Den er administrationsby i Vilhelmina kommun og i 2010 boede der 3 657 indbyggere.  
Vilhelmina ligger ved Vojmåns udløb i Volgsjön som  gennemløbes af Ångermanälven, med den mindre Baksjön øst for byen. Europavejen E45 og Inlandsbanan går gennem Vilhelmina. Kommunen har egen flyveplads, Vilhelmina flygplats. Musikfestivalen Midnight Light Festival foregår hver sommer nær midnatssol.
Byen hed tidligere, frem til 1799 Volgsjö. Vilhelmina har fået sit navn efter dronning Fredrika Dorotea Vilhelmina, Gustav IV Adolfs gemalinde.
I Vilhelmina står en statue af Anna-Lisa Öst (1889-1974), kendt som Lapp-Lisa, der var sangerinde, guitarist og officer i Frelsens Hær.

1. ↑  Midnight Light Festival 2025